# Udmurtien

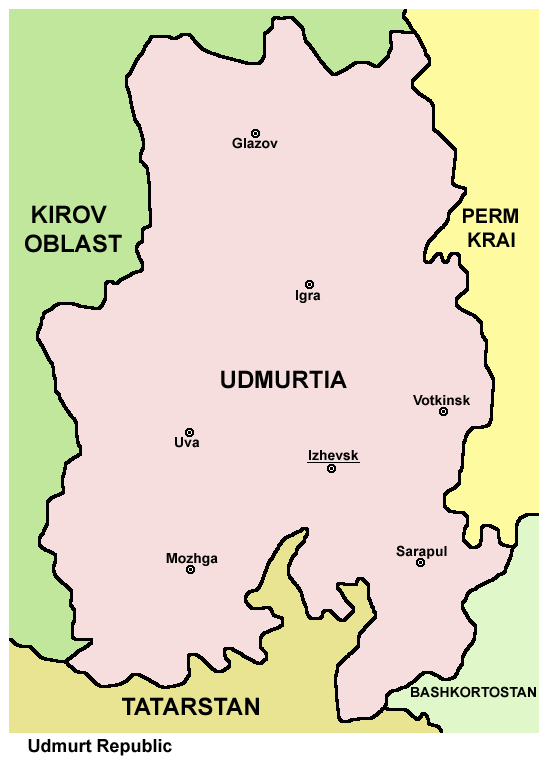

Udmurtien (ryska: Удму́ртия, Udmurtija; udmurtiska: Удмуртия eller Удмурт Элькун, Udmurt Elkun), formellt Udmurtiska republiken (ryska: Удму́ртская Респу́блика, Udmurtskaja Respublika; udmurtiska: Удмурт Республика) är en delrepublik i Ryssland, mellan floden Volga och Uralbergen, med cirka 1,5 miljoner invånare på en yta av 42 100 km². Huvudstad och största stad är Izjevsk. Andra stora städer är Sarapul, Votkinsk och Glazov. Republikens president är för närvarande (2006) Aleksandr Aleksandrovitj Volkov. Majoriteten av befolkningen är ryssar, medan udmurter är den näst största folkgruppen. Ryska och udmurtiska är officiella språk.

## Kultur
Folkmusikgruppen Buranovskije Babusjki som tävlade för Ryssland i Eurovision Song Contest 2012 är från Udmurtien, och vid tillfället sjöng de på udmurtiska. 